# Austin Film Festival

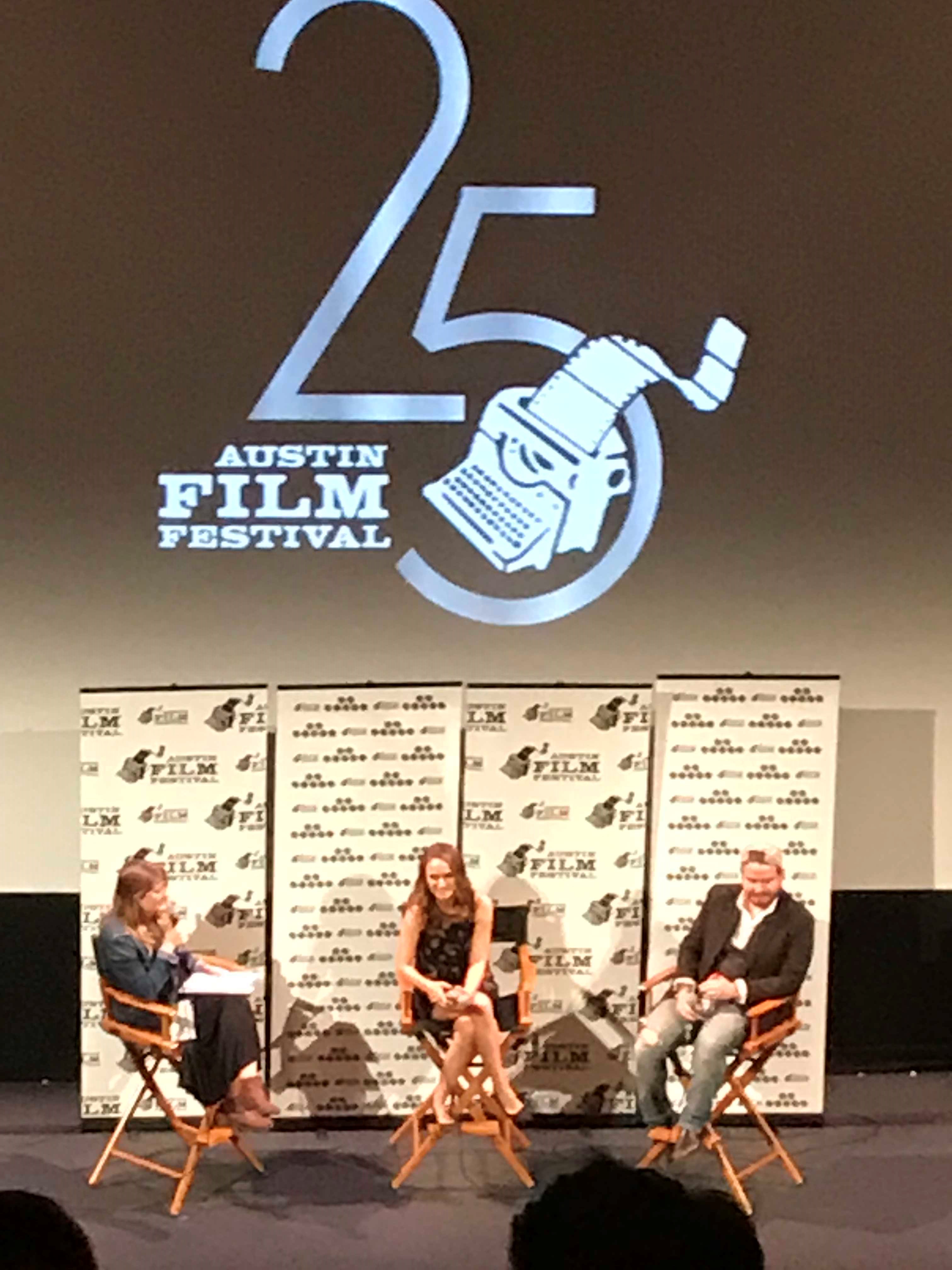
Natalie Portman and Brady Corbet am Austin Film Festival 2018

Das Austin Film Festival (AFF), gegründet 1994, ist eine Organisation in Austin, Texas, die sich auf die kreativen Beiträge von Drehbuchautoren konzentriert. Ursprünglich hieß die AFF Austin Heart of Film Screenwriters Conference und hatte die Aufgabe, die Karrieren von Drehbuchautoren zu fördern, die historisch gesehen in der Filmindustrie unterrepräsentiert waren.
Das AFF ist bekannt für sein jährliches Austin Film Festival & Conference im Oktober. Die Konferenz war die erste Veranstaltung, die professionelle und Amateur-Drehbuchautoren zusammenbrachte, um die Rolle von Drehbüchern beim Filmemachen zu würdigen und Diskussionen zu führen, die sich auf das Handwerk und auf bestimmte Filme und Fernsehserien konzentrieren. Darüber hinaus gingen für den Drehbuchwettbewerb mehr Beiträge ein als für jeden anderen Wettbewerb der Welt. Mehrere Finalisten und Halbfinalisten des Wettbewerbs haben auf der Konferenz ihre Stoffe verkauft, Manager oder Agenten gefunden.

## Filmfestival
Jedes Jahr im Oktober präsentiert das Austin Film Festival & Conference ein Programm mit narrativen, animierten und dokumentarischen Spiel- und Kurzfilmen, einschließlich Premieren und Vorpremieren. Die Filme zeigen die Kunst und das Handwerk des starken narrativen Geschichtenerzählens, und die Vorführungen werden oft von Frage-Antwort-Runden mit den Filmemachern begleitet.
- 2009 zeigte AFF Ron Howards Apollo 13 – Gewinner von zwei Oscars im Jahr 1996 – im Rahmen einer Sonderpräsentation
- 2006 waren der Dramatiker/Drehbuchautor Horton Foote und der Schauspieler Robert Duvall beim AFF für eine Sondervorführung ihres Films Tender Mercies von 1983 anwesend.
- 2005 war das Austin Film Festival Gastgeber einer Vorführung von Shane Blacks Regiedebüt Kiss Kiss Bang Bang, das auf dem Festival 2003 eine szenische Lesung erhalten hatte.
- 1998 feierten die Coen Brothers auf dem Festival die Premiere des Director’s Cut von Blood Simple.
- Dennis Hopper war 1997 beim Festival für eine Vorführung des Oscar-nominierten Klassikers Easy Rider von 1969 zu sehen.
- 1996 veranstaltete AFF eine Jubiläumsvorführung des Indie-Klassikers Hollywood Shuffle von 1987 in Anwesenheit von Autor/Regisseur Robert Townsend

### Geschichte
Seit 1994 würdigt das Austin Film Festival die Arbeit des Autors durch Drehbuchwettbewerbe. Durch die Teilnahme am Bewertungsprozess von Agenturvertretern und Produktionsfirmen, erhalten die Autoren und ihre Drehbücher die Aufmerksamkeit der Industrie, sowie Möglichkeiten zum Networking und für Workshops.

### Drehbuchwettbewerb und Konferenz
Die Konferenz, die im Oktober stattfindet und vier Tage dauert, bietet eine Vielzahl von Podiumsdiskussionen, Gespräche mit Filmemachern und Drehbuchautoren, Workshops, Roundtable-Gespräche, script-to-screen-Beispiele und zieht Produzenten, Agenten, Manager, arbeitende Drehbuchautoren und Filmemacher an.
Die Kategorien für den Drehbuchwettbewerb umfassen:
- Drama
- Comedy
- The Enderby Entertainment Award
- The Skybound Entertainment Sci-Fi Award
- Horror
- The HUMANITAS Originals
- Short Screenplay

Zu den Kategorien für den Teleplay-Wettbewerb gehören:
- AMC One-Hour Pilot
- One-Hour Spec
- Sitcom Pilot
- Sitcom Spec
- The HUMANITAS Originals

### Filmwettbewerb
Das AFF ist von der AMPAS akkreditiert, so dass alle von der Jury preisgekrönten Spiel-, Dokumentar- und Animationskurzfilme für einen Oscar in Frage kommen.
Der Jurypreis und der Publikumspreis wird im Filmwettbewerb in folgenden Kategorien vergeben:
- Marquee Feature
- Narrative Feature
- Documentary Feature
- Dark Matters Feature
- Comedy Vanguard Feature
- Texas Independent Feature
- Documentary Short
- Animated Short
- Narrative Student Short
- Narrative Short